# Comté de Bureau
Le comté de Bureau est un comté situé dans l'État de l'Illinois, aux États-Unis. En 2020, sa population est de 33 244 habitants. Son siège est Princeton.

## Démographie
Lors du recensement de 2010, le comté comptait une population de 34 978 habitants. Elle est estimée, en 2016, à 33 359 habitants.